# خوسيه لويس جايمي كوريا
خوسيه لويس جايمي كوريا (بالإسبانية: José Luis Jaime Correa)‏ هو سياسي مكسيكي، ولد في 18 فبراير 1953 في ولاية مكسيكو في المكسيك. حزبياً، نشط في حزب الثورة الديمقراطية. وقد انتخب عضو مجلس النواب المكسيك.